# Đuro Franković
Đuro Franković (mađ. Frankovics György) (Fok, Mađarska, 9. veljače 1945. – Pečuh, 9. listopada 2016.) bio je hrvatski publicist, književnik, etnograf, znanstvenik i kulturni djelatnik iz Mađarske. Bavio se etnografijom i usmenom književnosti u Hrvatskoj i Mađarskoj.
Rodio se u podravskom selu Foku u Mađarskoj 9. veljače 1945. 
Živio je u Lukovišću, a srednju školu pohađa u Budimpešti u Hrvatsko-srpskoj gimnaziji, koja je onda bila jedina takva u Mađarskoj.
Na studij odlazi u Pečuh, na Visokoj učiteljskoj školi, na Južnoslavenskom nastavnom odjelu južnoslavensku povijest. 
Na poticaj direktora Baranjskog županijskog etnografskog muzeja Lasla Mandokija je počeo skupljati narodne pripovijetke Hrvata, a rezultate svog rada je objavio u Godišnjaku pečuškog Muzeja Janus Panonius.
Prikupio je preživjela djela hrvatskog pisca iz Mađarske Antuna Karagića koji je ondašnjem komunističkom režimu bio nepodoban. Djela je obradio i objavio 2003. pod imenom Kazališni komadi i novele. Značaj je toga što je Karagić najbolji hrvatski pisac u mađarskom dijelu Bačke u do sredine 20. stoljeća.
Urednikom je zbornika Mađarskog etnografskog društva (Magyar Néprajzi Társaság) za hrvatsku manjinu od 1993. Zbornik nosi ime Etnografija Hrvata u Mađarskoj.
Jedno vrijeme je uređivao Poglede, časopis za kulturu i društvena pitanja koji je ravnopravno zastupao sve hrvatske skupine u Mađarskoj.
Zajedno s hrvatskim intelektualcima iz Mađarske (Ivica Đurok, Filakovići (stariji i mlađi), Mišo Balaž...) i mađarskim intelektualcima i umjetnicima (Zoltan Bachmann, Janos Erdos, Laszlo Bukkosdi...), je poduprijeo Antuna Vidakovića u nastojanju za utemeljenje Hrvatskog kazališta u Pečuhu. Njihova potpora i glasovi su je i pretegla kod gradskih vlasti u Pečuhu prigodom odlučivanja o osnivanju tog kazališta.
Pisao je i za tradicionalni godišnjak Hrvatske državne samouprave iz Budimpešte Hrvatski kalendar.

## Djela
Objavio je velik broj djela s temama iz života i narodne kulture i tradicije Hrvata u Mađarskoj. Isto tako je objavio i djela koje govore o Nikoli Šubiću Zrinskom.
Pisao je knjige i udžbenike za djecu (Narodopis, 2001.). Značaj je njegovog pedagoškog rada što je u njima dao pozornost zanemarenim i nedovoljno isticanim velikanima hrvatske povijesti kao što su Bartol Kašić, Fran Kurelac, Đuro Deželić, Ivan Česmički, Julije Klović, Stjepan Krpan, Mate Šinković, Lujo Brigović, Mišo Jelić, Balint Vujkov, Antun Karagić, Stjepan Velin, ali i lokalnim autorima koji su svojim radom čuvali lokalni hrvatski izričaj i tradicije, kao što je narodni pripovjedač Andrija Hideg i Krsto Pejkić.
- Drvo nasred Podravine: usmene pripovijetke , 1986. (prireditelj)
- Zlatne niti : usmene pripovijetke iz Podravine , 1989.
- Marija se Majka trudi, Svetog Jožefa budi, 1993.[2]
- Etnografija Južnih Slavena u Mađarskoj, 1993.
- Taši, taši, tanana!: dječje igre, pjesme, brojalice, uspavanke, brzalice i rugalice, 1994.
- Đulićima raku iskopaše: (balade i romance), 1995. (urednik izdanja)
- Etnološke studije iz života Hrvata u Mađarskoj , 1996.
- Legende o kršćanskim mučenicima: sv. Kata, sv. Andrija, sv. Barbara, 1997.
- Opjevana Sigetska bitka prije 430 godina i ban Zrinski, 1997.
- Šalje pismo Sibinjanin Janko: (narodne pripovijetke, prepričane junačke pjesme i predanja Andrije Hidega iz Marinaca u Mađarskoj), 1998.
- Krikus-Krakus: (pučke usmene erotične, šaljive, biblijske i životne pripovijetke iz Podravine u Mađarskoj), 1999.
- Na vo mlado ljeto: godišnji običaji Hrvata u Mađarskoj, 1999.
- Ljub' me diko, al' neka s večera...: bećarci Hrvata u Mađarskoj , 2002.
- Zrínyi énekek és feljegyzések , 2002.
- Sanak snila budimska kraljica...: [epske pjesme i balade Hrvata u Mađarskoj), 2004. (urednik)
- U blagovaonici Nikole Zrinskog, kapetana kraljevske tvrđave u Sigetu, 2005.
- Motiv Isusove krvi u molitvicama poglavito mađarskih Hrvata , 2006.
- Sveci zaštitnici vinograda, poglavito u mađarskih Hrvata , 2006.
- Arbor vitae doseže do neba: pjesništvo Marije Gregeš , 2006.
- Začetnik dramske književnosti u bačkih Hrvata: Ivan Petreš : (1876. – 1937.), 2006.
- Boj pod Sigetom opjevali su i Slovaci , 2006.
- Pučko pjesništvo pomurskih Hrvata , 2006.
- Blagdanski kalendar I., Đakovo 2011.
- Blagdanski kalendar II., Đakovo 2012.

Prevodi s mađarskog jezika na hrvatski.
Svojim djelima je ušao u antologiju Pjesništvo Hrvata u Mađarskoj = Poemaro de kroatoj en Hungario, urednika Đure Vidmarovića, Marije Belošević i Mije Karagića.

## Vanjske poveznice
- Dom i svijet br.288/2000. Željka Lešić: Ponovo otkrivena baština Hrvata, 20. ožujka 2000.